# Elba (illa)
Elba és una illa de la Toscana (Itàlia) sobre la mar Tirrena, a 20 km de la ciutat costanera de Grosseto i pertany a la província de Livorno. És l'illa més gran de l'arxipèlag Toscà i la tercera illa més gran d'Itàlia, després de Sicília i Sardenya. Elba i les altres illes de l'arxipèlag formen part del Parc Nacional de l'Arxipèlag Toscà.
L'illa està dividida en vuit municipis: la capital Portoferraio (antiga Portus Argous), Campo nell'Elba, Capoliveri, Marciana, Marciana Marina, Porto Azzurro, Rio Marina i Rio nell'Elba. Prop de la capital queden restes romanes a La Vil·la delle Grotte, i més lluny (a la punta nord-est) a Capo Castello.

## Clima
El clima de l'illa presenta majoritàriament característiques mediterrànies, llevat del Monte Capanne, on els hiverns tendeixen a ser moderadament freds. Les precipitacions es concentren a la tardor. Valors mitjans registrats a Portoferraio:
| Mes                       | Gen | Feb | Mar | Abr | Mai | Jun | Jul | Ago | Set | Oct | Nov | Des | Annual |
| ------------------------- | --- | --- | --- | --- | --- | --- | --- | --- | --- | --- | --- | --- | ------ |
| Temp. màxima mitjana (°C) | 12  | 13  | 14  | 16  | 21  | 24  | 27  | 27  | 25  | 20  | 15  | 13  | 18,9   |
| Temp. mínima mitjana (°C) | 8   | 9   | 10  | 12  | 16  | 19  | 22  | 21  | 19  | 15  | 10  | 8   | 14,1   |
| Pluja (mm)                | 61  | 53  | 51  | 47  | 28  | 24  | 13  | 30  | 51  | 82  | 86  | 69  | 595    |

## Història

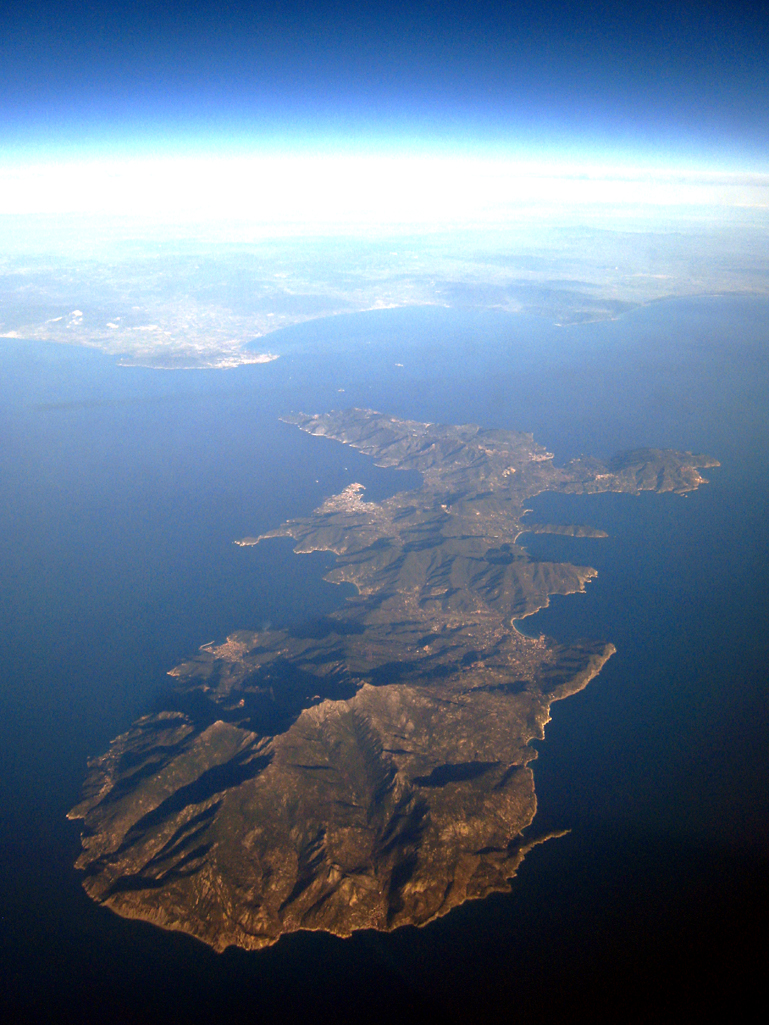
Vista aèria de l'illa d'Elba.

El seu nom en llatí fou Ilva i els grecs l'anomenaren Aethalia. Fou famosa des de l'era dels etruscs per les seves mines de ferro. Van ser explotades fins a al segle xx, però l'ocàs van començar des dels anys 1950. La darrera mina, «La Galleria del Ginevro», va tancar el 1981. S'han creat uns museus al Parco Minerario Isola d'Elba on s'organitzen també excursions turístiques dedicades a la memòria històrica i cultural.
L'illa fou assolada per la flota de Siracusa dirigida per l'almirall Phayllos en revenja per incursions pirates dels tirrens (etruscs). No va fer gaire estralls com que els Etruscs van corrompre l'almirall, que al seu retorn a Sicília va ser condemnat i exiliat. Una segona expedició fou dirigida per Apelles que es va apoderar de l'illa temporalment. Més tard va passar als romans i fou una base en les seves expedicions a Sardenya i Còrsega.
Va formar part del regne ostrogot d'Itàlia, del regne dels Longobards, i del Regne d'Itàlia. Al segle xi va quedar en mans de la República de Pisa i el 1290 fou cedida a la República de Gènova, però va tornar a Pisa el 1339.
Jaume I Appiani, senyor de Pisa, va vendre la senyoria als Visconti però es va reservar Elba i les illes Montecristo, Pianosa, Cerboli i Palmaiola, així com Piombino, Scarlino, Populonia, Suvereto, Buriano, Abbadia al Fango i Vignale i va formar la senyoria del Piombino que els Appiani van governar des del 30 d'octubre del 1392 fins al 1634. Des del 1501 a 1503 fou ocupada per Cèsar Borja. Els Appiani foren prínceps del sacre imperi per diploma imperial del 8 de novembre de 1509 en el qual el títol era «príncep al Piombino» en superposar el nom del territori al del cognom (abans foren comtes Appiani, senyors de Piombino).

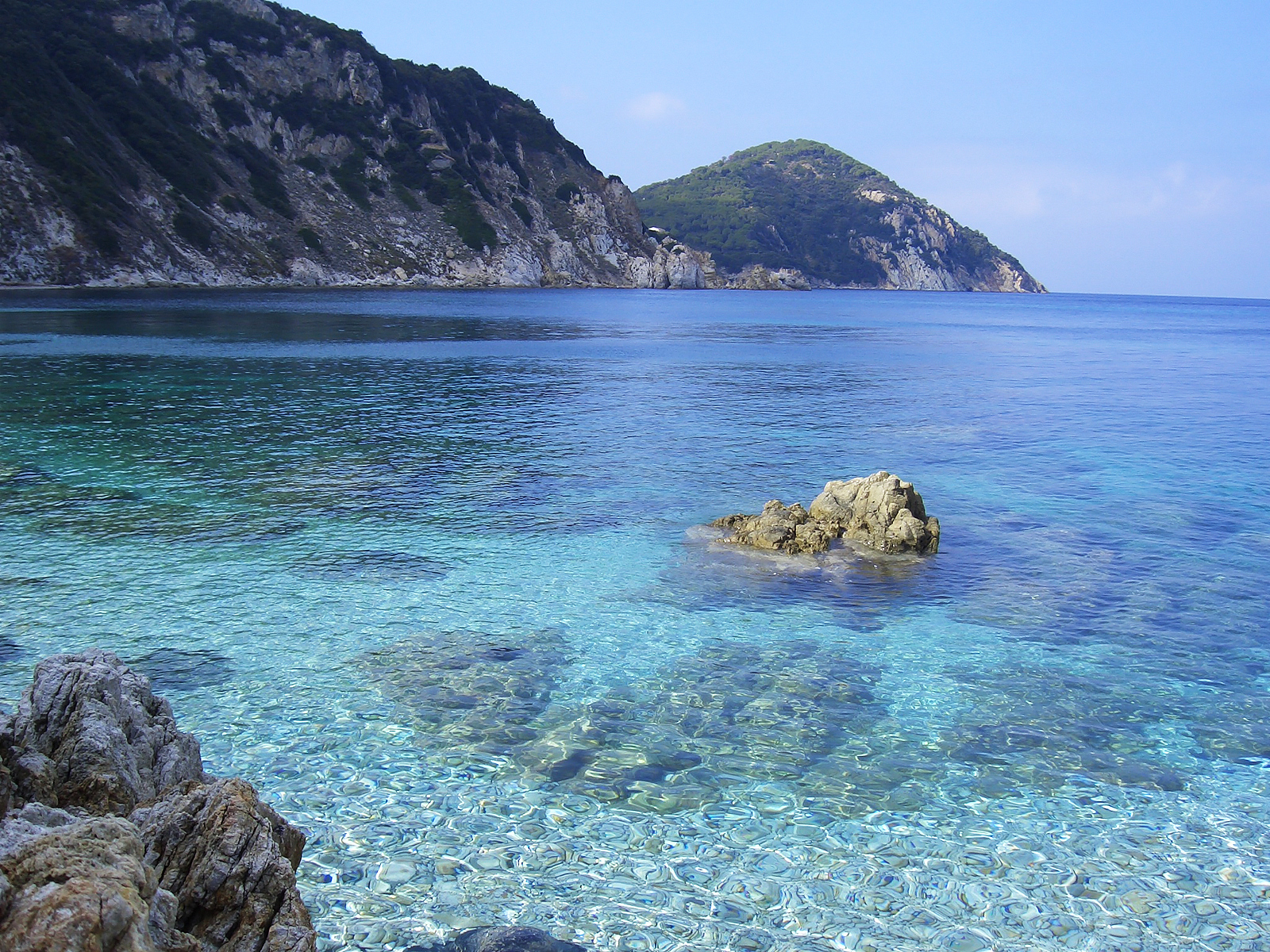
Cap d'Enfola

El principat de Piombino fou ocupat del 25 de juny de 1549 al 1552 per Cosme I Medici de Florència, en mig de la guerra entre Florència i Espanya d'un costat, i França, Turquia i Siena de l'altra; en la lluita contra els espanyols, els francesos i turcs aliats van atacar el principat el 1552. L'ocupació es va perllongar fins al 1557, en morir la regent Elena Salviati; Florència, pel tractat de Londres del 20 de maig de 1557, va rebre Portoferraio (i quasi tot el territori de Siena inclosa la ciutat) però va renunciar al Piombino; el rei d'Espanya es va reservar Orbetello, Porto Ercole, Monte Filippo, Monte Argentario, Porto Santo Stefano i Talamone, a la costa de Siena, com a compensació per la cessió de Siena a Florència, i en aquests dominis va establir presidis (fortaleses amb guarnició) i es van constituir els Presidis Toscans, territori espanyol dependent del virrei de Nàpols.
El 1603 a la mort de Jaume VII del Piombino, l'herència va entrar en litigi i un cosí, Carles del Piombino, es va proclamar príncep però fou enderrocat pels espanyols, que van ocupar el principat incloent Elba, però finalment el 1611 van reconèixer la successió a Isabel del Piombino, germana gran de Jaume VII, encara que els espanyols van conservar una part de l'illa (Porto Longone, després Porto Azzurro) i van construir les fortaleses de Forte Focardo i Forte S. Giacomo, essent aquesta zona agregada als Presidis Toscans. Isabel va renunciar el 1624 en favor de la seva filla Polissena de Mendoza, casada amb Nicolau I Ludovisi, però altre cop va entrar en litigi i Horaci del Piombino, fill de Carles, es va proclamar príncep el 1626; el 1628 Espanya va assolir el dret feudal i el va reconèixer.
Finalment. però. Nicolau I Ludovisi en fou reconegut príncep i investit el 24 de març de 1634 contra el pagament de més d'un milió de florins, i fou confirmat per diploma imperial de 21 d'abril de 1634. El 1635 va poder prendre possessió del feu, que li fou confirmat el 8 de novembre de 1638 amb el marquesat de Populonia i les senyories annexes però va haver de renunciar a la part de l'illa d'Elba que posseïa a favor de Toscana.

Bandera concedida per Napoleó al principat imperial d'Elba, 1814-1815

Va romandre en mans de Toscana i Espanya fins a la fi del segle xviii. El 1796 quatre mil reialistes francesos es van refugiar a l'illa protegits per la flota anglesa; els anglesos van ocupar després el fort de San Giovanni (avui Forte Inglese) però el 1797 fou ocupada pels francesos i van seguir quatre anys de lluites. Per la pau d'Amiens França va rebre l'illa i els Presidis Toscans. Elba va esdevenir una sotsprefectura de Liorna. Els presidis i Elba van passar al Regne d'Etrúria (format per l'abolició de Gran Ducat de Toscana) i van formar part del departament de l'Ombrone (1801). El Regne fou dissolt pel tractat de Fontainebleau el 10 de desembre de 1807 i el 1808 fou incorporat a França incloent Elba. Nominalment el país va tornar a ser un estat sobirà el 1809 quant fou donat amb títol de gran duquessa de Toscana a la germana de Napoleó, Elisa Baciocchi, el 3 de març de 1809, i el van conservar fins a l'1 de febrer de 1814, però de fet sempre va romandre un domini francès.

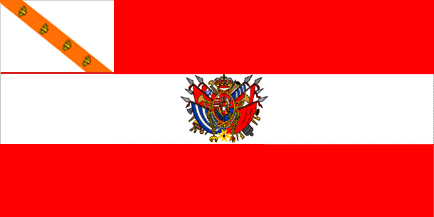
Bandera d'Elba del 1815 al 1860

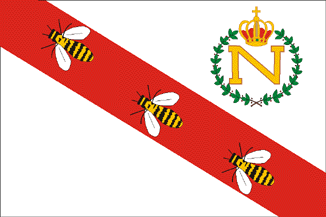
Moderna versió de la bandera napoleònica d'Elba, utilitzada pels independentistes padans

Pel Tractat de Fontainebleau (1814) l'illa d'Elba amb títol de principat imperial era cedida a Napoleó, mentre la resta dels presidis i el principat de Piombino passaven al restaurat Gran Ducat de Toscana.
Napoleó va arribar a l'illa el 4 de maig de 1814. Va dotar al seu estat (en aquest cas a l'illa) d'una bandera blanca amb diagonal taronja i les abelles símbol de l'Emperador a la diagonal. Napoleó tenia una guàrdia personal de sis-cents homes, però de fet l'illa estava sota control de la marina anglesa. Al llarg dels mesos, en part per passar el temps i en part per una autèntica preocupació pels illencs, va engegar una sèrie de reformes econòmiques i socials per millorar la qualitat de vida a l'illa. Nou mesos i vint-i-un dies després, el 26 de febrer de 1815, Napoleó va sortir de l'illa i va protagonitzar el Govern dels cent dies. Ja no va tornar a l'illa, que el Congrés de Viena va assignar al Gran Ducat de Toscana. El 1860 fou incorporada amb aquest al Regne d'Itàlia.
Des del 8 de setembre 1943 la resistència va assajar alliberar l'illa junts amb les tropes italianes a l'illa, contra l'antic aliat alemany. Quan van refusar de capitular, el 16 de setembre de 1943 van bombardejar Portoferraio i matar 116 civils. Després l'illa fou ocupada pels alemanys. Els militars francesos van organitzar l'«Operació Brassard» i van desembarcar a l'illa el 17 de juny de 1944 posant fi a l'ocupació i retornant l'illa a Itàlia el 25 d'abril de 1945.